# Образ (математика)

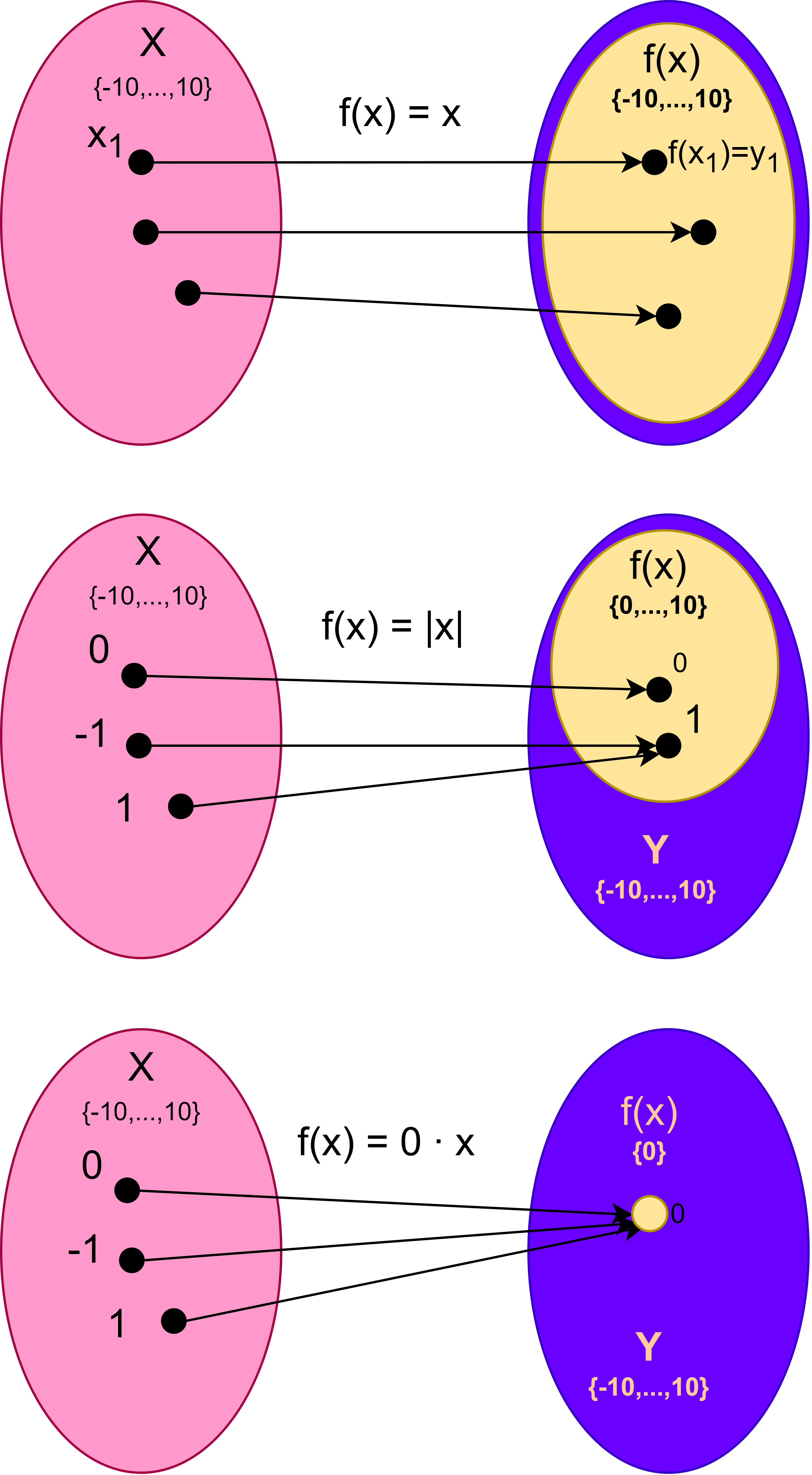
— это функция из области определения в кодомен. Жёлтый овал внутри — это образ функции.

Образ функции — это множество всех значений данной функции.
В более общем виде, вычисление значения заданной функции {\displaystyle f} для каждого элемента заданного подмножества {\displaystyle A} области определения функции даёт множество, называемое «образом {\displaystyle A} для функции {\displaystyle f}». Аналогично, обратный образ (или прообраз) заданного подмножества {\displaystyle B} кодомена функции {\displaystyle f} — это множество всех элементов области определения, которые отображаются в элементы множества {\displaystyle B}.
Образ и обратный образ могут также быть определены для общих бинарных отношений, а не только функций.

## Определение
Термин «образ» используется тремя связанными способами. В этих определениях {\displaystyle f\colon X\to Y} — это функция из множества {\displaystyle X} в множество {\displaystyle Y}.

### Образ элемента
Если {\displaystyle x} является элементом множества {\displaystyle X}, то образ элемента {\displaystyle x} для функции {\displaystyle f}, обозначаемый {\displaystyle f(x)}, — это значение функции {\displaystyle f} для аргумента {\displaystyle x}.

### Образ подмножества
Образ подмножества {\displaystyle A\subseteq X} для функции {\displaystyle f}, обозначаемый {\displaystyle f[A]}, является подмножеством множества {\displaystyle Y}, которое может быть определено с помощью следующей формы записи:
{\displaystyle f[A]=\{f(x)\mid x\in A\}}.
Если нет риска путаницы, {\displaystyle f[A]} записывается просто как {\displaystyle f(A)}. Это соглашение является общепринятым. Предполагаемый смысл должен быть определён из контекста. Это делает {\displaystyle f[.]} функцией, областью определения которой является степень множества {\displaystyle X} (множество всех подмножеств множества {\displaystyle X}), а кодоменом является степень множества {\displaystyle Y}. См. раздел  § Обозначения.

### Образ функции
Образ функции — это образ всей области определения, известный также как область значений функции.

### Обобщение к бинарным отношениям
Если {\displaystyle R} является произвольным бинарным отношением на прямом произведении {\displaystyle X\times Y}, то множество {\displaystyle \{y\in Y\|xRy,x\in X\}} называется образом отношения {\displaystyle R}. Множество {\displaystyle \{x\in X|xRy,y\in Y\}} называется областью определения отношения {\displaystyle R}.

## Обратный образ
Пусть {\displaystyle f} будет функцией из {\displaystyle X} в {\displaystyle Y}. Прообраз, или обратный образ, множества {\displaystyle B\subseteq Y} для функции {\displaystyle f}, обозначаемый {\displaystyle f^{-1}[B]}, — это подмножество {\displaystyle X}, определённое как
{\displaystyle f^{-1}[B]=\{x\in X\,|\,f(x)\in B\}.}
Возможны и другие обозначения, как например {\displaystyle f^{-1}(B)} и {\displaystyle f^{-}(B)}.
Обратный образ синглетона, обозначаемый  {\displaystyle f^{-1}[\{y\}]} или {\displaystyle f^{-1}[y]}, называется также слоем для {\displaystyle y} или множеством уровня элемента {\displaystyle y}. Множество всех слоёв для элементов {\displaystyle Y} — это семейство подмножеств, индексированных элементами {\displaystyle Y}.
Например, для функции {\displaystyle f(x)=x^{2}} обратным образом {\displaystyle \{4\}} будет {\displaystyle \{-2,2\}}. Как было сказано выше, если нет риска путаницы, {\displaystyle f^{-1}[B]} может обозначаться как {\displaystyle f^{-1}(B)}, а {\displaystyle f^{-1}} можно рассматривать как функцию из множества всех подмножеств (булеана) множества {\displaystyle Y} в булеан множества {\displaystyle X}. Обозначение {\displaystyle f^{-1}} не следует путать с обратной функцией, хотя оно и согласуется с обычной обратной функцией для биекций в том, что обратный образ {\displaystyle B} для {\displaystyle f} является образом {\displaystyle B} для {\displaystyle f^{-1}}.

## Обозначения для образа и обратного образа
Традиционные обозначения, использованные в предыдущих разделах, могут вызвать сложности в понимании. Альтернативой является задание явных имён для образа и прообраза функций между булеанами.

### Стрелочные обозначения
- {\displaystyle f^{\to }:{\mathcal {P}}(X)\to {\mathcal {P}}(Y)} для {\displaystyle f^{\to }(A)=\{f(a)\;|\;a\in A\}}
- {\displaystyle f^{\leftarrow }:{\mathcal {P}}(Y)\to {\mathcal {P}}(X)} для {\displaystyle f^{\leftarrow }(B)=\{a\in X\;|\;f(a)\in B\}}

### Обозначения со звёздочками
- {\displaystyle f_{\star }:{\mathcal {P}}(X)\to {\mathcal {P}}(Y)} вместо {\displaystyle f^{\to }}
- {\displaystyle f^{\star }:{\mathcal {P}}(Y)\to {\mathcal {P}}(X)} вместо {\displaystyle f^{\leftarrow }}

### Другая терминология
- Альтернативным обозначением для {\displaystyle f[A]}, используемым в математической логике и теории множеств, является {\displaystyle f^{\prime \prime }A}[7][8].
- Некоторые книги называют образ {\displaystyle f} областью значений {\displaystyle f}, но этого следует избегать, поскольку термин «область значений» широко используется также для обозначения кодомена функции {\displaystyle f}.

## Примеры
1. {\displaystyle f\colon \{1,2,3\}\to \{a,b,c,d\}} определена как {\displaystyle f(x)=\left\{{\begin{matrix}a,&x=1;\\a,&x=2;\\c,&x=3.\end{matrix}}\right.} Образом множества {2, 3} для функции {\displaystyle f} является {\displaystyle f(\{2,3\})=\{a,c\}}. Образ функции {\displaystyle f} — это {\displaystyle \{a,c\}}. Прообразом {\displaystyle a} является {\displaystyle f^{-1}(\{a\})=\{1,2\}}. Прообразом множества {\displaystyle \{a,b\}} также является {\displaystyle \{1,2\}}. Прообразом множества {\displaystyle \{b,d\}} является пустое множество {\displaystyle \{\}}.
2. {\displaystyle f\colon \mathbf {R} \to \mathbf {R} } определена как {\displaystyle f(x)=x^{2}}. Образ {\displaystyle \{-2,3\}} для функции {\displaystyle f} — это {\displaystyle f(\{-2,3\})=\{4,9\}}, а образ функции {\displaystyle f} — это {\displaystyle \mathbf {R} ^{+}}. Прообраз {\displaystyle \{4,9\}} для {\displaystyle f} — это {\displaystyle f^{-1}(\{4,9\})=\{-3,-2,2,3\}}. Прообраз множества {\displaystyle N=\{n\in \mathbf {R} \|n<0\}} для {\displaystyle f} — это пустое множество, поскольку отрицательные числа не имеют квадратных корней в множестве вещественных чисел.
3. {\displaystyle f\colon \mathbf {R} ^{2}\to \mathbf {R} } определена как {\displaystyle f(x,y)=x^{2}+y^{2}}. Слои {\displaystyle f^{-1}(\{a\})} являются концентрическими окружностями с центром в начале координат, единственной точкой начала координат или пустым множеством в зависимости от значений {\displaystyle a} ({\displaystyle a>0}, {\displaystyle a=0} или {\displaystyle a<0} соответственно).
4. Если {\displaystyle M} — это многообразие, а {\displaystyle \pi :TM\to M} — это каноническая проекция из касательного расслоения {\displaystyle TM} в {\displaystyle M}, то слоями отображения {\displaystyle \pi } являются касательные пространства {\displaystyle T_{x}(M)} для {\displaystyle x\in M}. Это также пример расслоённого пространства.
5. Факторгруппа — это гомоморфный образ.

## Свойства

### Контрпримеры
| Контрпримеры на основе {\displaystyle f\colon \mathbb {R} \rightarrow \mathbb {R} ,x\mapsto x^{2}}, показывающие, что это равенство обычно не выполняется для некоторых законов |
| --- |
| {\displaystyle f(A_{1}\cap A_{2})\varsubsetneq f(A_{1})\cap f(A_{2})} |
| {\displaystyle f(f^{-1}(B_{3}))\subseteq B_{3}} |
| {\displaystyle f^{-1}(f(A_{4}))\supseteq A_{4}} |

### Общий случай
Для любой функции {\displaystyle f\colon X\to Y} и всех подмножеств {\displaystyle A\subseteq X} и {\displaystyle B\subseteq Y} выполняются следующие свойства:
| Образ | Прообраз                                                                           |
| --- | ---------------------------------------------------------------------------------- |
| {\displaystyle f(X)\subseteq Y}                                                                                          | {\displaystyle f^{-1}(Y)=X}                                                        |
| {\displaystyle f(f^{-1}(Y))=f(X)}                                                                                        | {\displaystyle f^{-1}(f(X))=X}                                                     |
| {\displaystyle f(f^{-1}(B))\subseteq B} (равны, если {\displaystyle B\subseteq f(X)}, т.е. {\displaystyle f} сюръектвна) | {\displaystyle f^{-1}(f(A))\supseteq A} (равны, если {\displaystyle f} инъективна) |
| {\displaystyle f(f^{-1}(B))=B\cap f(X)}                                                                                  | {\displaystyle (f\vert _{A})^{-1}(B)=A\cap f^{-1}(B)}                              |
| {\displaystyle f(f^{-1}(f(A)))=f(A)}                                                                                     | {\displaystyle f^{-1}(f(f^{-1}(B)))=f^{-1}(B)}                                     |
| {\displaystyle f(A)=\varnothing \Leftrightarrow A=\varnothing }                                                          | {\displaystyle f^{-1}(B)=\varnothing \Leftrightarrow B\subseteq Y\setminus f(X)}   |
| {\displaystyle f(A)\supseteq B\Leftrightarrow \exists C\subseteq A:f(C)=B}                                               | {\displaystyle f^{-1}(B)\supseteq A\Leftrightarrow f(A)\subseteq B}                |
| {\displaystyle f(A)\supseteq f(X\setminus A)\Leftrightarrow f(A)=f(X)}                                                   | {\displaystyle f^{-1}(B)\supseteq f^{-1}(Y\setminus B)\Leftrightarrow f^{-1}(B)=X} |
| {\displaystyle f(X\setminus A)\supseteq f(X)\setminus f(A)}                                                              | {\displaystyle f^{-1}(Y\setminus B)=X\setminus f^{-1}(B)}                          |
| {\displaystyle f(A\cup f^{-1}(B))\subseteq f(A)\cup B}                                                                   | {\displaystyle f^{-1}(f(A)\cup B)\supseteq A\cup f^{-1}(B)}                        |
| {\displaystyle f(A\cap f^{-1}(B))=f(A)\cap B}                                                                            | {\displaystyle f^{-1}(f(A)\cap B)\supseteq A\cap f^{-1}(B)}                        |

Также:
- {\displaystyle f(A)\cap B=\varnothing \Leftrightarrow A\cap f^{-1}(B)=\varnothing }

### Для нескольких функций
Для функций {\displaystyle f\colon X\to Y} и {\displaystyle g\colon Y\to Z} с подмножествами {\displaystyle A\subseteq X} и {\displaystyle C\subseteq Z} выполняются следующие свойства:
- {\displaystyle (g\circ f)(A)=g(f(A))}
- {\displaystyle (g\circ f)^{-1}(C)=f^{-1}(g^{-1}(C))}

### Несколько подмножеств домена или кодомена
Для функции {\displaystyle f\colon X\to Y} и подмножеств {\displaystyle A_{1},A_{2}\subseteq X} и {\displaystyle B_{1},B_{2}\subseteq Y} выполняются следующие свойства:
| Образ | Прообраз                                                                             |
| --- | ------------------------------------------------------------------------------------ |
| {\displaystyle A_{1}\subseteq A_{2}\Rightarrow f(A_{1})\subseteq f(A_{2})}                                              | {\displaystyle B_{1}\subseteq B_{2}\Rightarrow f^{-1}(B_{1})\subseteq f^{-1}(B_{2})} |
| {\displaystyle f(A_{1}\cup A_{2})=f(A_{1})\cup f(A_{2})}                                                                | {\displaystyle f^{-1}(B_{1}\cup B_{2})=f^{-1}(B_{1})\cup f^{-1}(B_{2})}              |
| {\displaystyle f(A_{1}\cap A_{2})\subseteq f(A_{1})\cap f(A_{2})} (равны, если {\displaystyle f} инъективна)            | {\displaystyle f^{-1}(B_{1}\cap B_{2})=f^{-1}(B_{1})\cap f^{-1}(B_{2})}              |
| {\displaystyle f(A_{1}\setminus A_{2})\supseteq f(A_{1})\setminus f(A_{2})} (равны, если {\displaystyle f} инъективна)  | {\displaystyle f^{-1}(B_{1}\setminus B_{2})=f^{-1}(B_{1})\setminus f^{-1}(B_{2})}    |
| {\displaystyle f(A_{1}\triangle A_{2})\supseteq f(A_{1})\triangle f(A_{2})} (равны , если {\displaystyle f} инъективна) | {\displaystyle f^{-1}(B_{1}\triangle B_{2})=f^{-1}(B_{1})\triangle f^{-1}(B_{2})}    |

Результаты для образов и прообразов (булевой) алгебры пересечений и объединений работает для любой коллекции подмножеств, не только для пар подмножеств:
- {\displaystyle f\left(\bigcup _{s\in S}A_{s}\right)=\bigcup _{s\in S}f(A_{s})}
- {\displaystyle f\left(\bigcap _{s\in S}A_{s}\right)\subseteq \bigcap _{s\in S}f(A_{s})}
- {\displaystyle f^{-1}\left(\bigcup _{s\in S}B_{s}\right)=\bigcup _{s\in S}f^{-1}(B_{s})}
- {\displaystyle f^{-1}\left(\bigcap _{s\in S}B_{s}\right)=\bigcap _{s\in S}f^{-1}(B_{s})}

(Здесь {\displaystyle S} может быть бесконечным множеством, даже несчётным.)
Что касается описанной выше алгебры подмножеств, обратная отображающая функция — это гомоморфизм решётки, в то время как отображающая функция — это лишь гомоморфизм полурешёток (т. е. она не всегда сохраняет пересечения).